# Baranya vármegyei 4. sz. országgyűlési egyéni választókerület
A Baranya vármegyei 4. sz. országgyűlési egyéni választókerület egyike annak a 106 választókerületnek, amelyre a 2011. évi CCIII. törvény Magyarország területét felosztja, és amelyben a választópolgárok egy-egy országgyűlési képviselőt választhatnak. A választókerület nevének szabványos rövidítése: Baranya 04. OEVK. Székhelye: Szigetvár

## Területe
A választókerület az alábbi településeket foglalja magába:
1. Abaliget
2. Adorjás
3. Almamellék
4. Almáskeresztúr
5. Alsószentmárton
6. Aranyosgadány
7. Áta
8. Babarcszőlős
9. Bakóca
10. Bakonya
11. Baksa
12. Bánfa
13. Baranyahídvég
14. Baranyajenő
15. Baranyaszentgyörgy
16. Basal
17. Besence
18. Bicsérd
19. Bisse
20. Boda
21. Bodolyabér
22. Bogádmindszent
23. Bogdása
24. Boldogasszonyfa
25. Bosta
26. Botykapeterd
27. Bükkösd
28. Bürüs
29. Cún
30. Csányoszró
31. Csarnóta
32. Csebény
33. Cserdi
34. Csertő
35. Csonkamindszent
36. Dencsháza
37. Dinnyeberki
38. Diósviszló
39. Drávacsehi
40. Drávacsepely
41. Drávafok
42. Drávaiványi
43. Drávakeresztúr
44. Drávapalkonya
45. Drávapiski
46. Drávaszabolcs
47. Drávaszerdahely
48. Drávasztára
49. Endrőc
50. Felsőegerszeg
51. Felsőszentmárton
52. Garé
53. Gerde
54. Gerényes
55. Gilvánfa
56. Gordisa
57. Gödre
58. Görcsöny
59. Gyöngyfa
60. Gyöngyösmellék
61. Harkány
62. Hegyszentmárton
63. Helesfa
64. Hetvehely
65. Hirics
66. Hobol
67. Horváthertelend
68. Husztót
69. Ibafa
70. Ipacsfa
71. Kacsóta
72. Kákics
73. Katádfa
74. Kémes
75. Kemse
76. Kétújfalu
77. Királyegyháza
78. Kisasszonyfa
79. Kisbeszterce
80. Kisdér
81. Kisdobsza
82. Kishajmás
83. Kistamási
84. Kistótfalu
85. Kisvaszar
86. Kisszentmárton
87. Kórós
88. Kovácshida
89. Kovácsszénája
90. Kővágótöttös
91. Liget
92. Lúzsok
93. Magyarhertelend
94. Magyarlukafa
95. Magyarmecske
96. Magyarszék
97. Magyartelek
98. Márfa
99. Markóc
100. Marócsa
101. Matty
102. Mecsekpölöske
103. Merenye
104. Meződ
105. Mindszentgodisa
106. Molvány
107. Mozsgó
108. Nagycsány
109. Nagydobsza
110. Nagypeterd
111. Nagyváty
112. Nemeske
113. Nyugotszenterzsébet
114. Ócsárd
115. Okorág
116. Okorvölgy
117. Oroszló
118. Ózdfalu
119. Palé
120. Páprád
121. Patapoklosi
122. Pécsbagota
123. Pellérd
124. Pettend
125. Piskó
126. Rádfalva
127. Regenye
128. Rózsafa
129. Sámod
130. Sásd
131. Sellye
132. Siklós
133. Siklósbodony
134. Somogyapáti
135. Somogyhárságy
136. Somogyhatvan
137. Somogyviszló
138. Sósvertike
139. Sumony
140. Szabadszentkirály
141. Szágy
142. Szalánta
143. Szaporca
144. Szava
145. Szentdénes
146. Szentegát
147. Szentkatalin
148. Szentlászló
149. Szentlőrinc
150. Szigetvár
151. Szilvás
152. Szőke
153. Szörény
154. Szulimán
155. Tarrós
156. Tékes
157. Teklafalu
158. Tengeri
159. Tésenfa
160. Téseny
161. Tormás
162. Tótszentgyörgy
163. Túrony
164. Vajszló
165. Várad
166. Varga
167. Vásárosbéc
168. Vásárosdombó
169. Vázsnok
170. Vejti
171. Velény
172. Zádor
173. Zaláta
174. Zók

## Országgyűlési képviselője
| Név          | Párt                                         | Párt        | Terminus    | Megjegyzés                                   |
| ------------ | -------------------------------------------- | ----------- | ----------- | -------------------------------------------- |
| Tiffán Zsolt |                                              | Fidesz-KDNP | 2014 – 2018 | A 2014-es országgyűlési választás eredménye: |
| Nagy Csaba   |                                              | Fidesz-KDNP | 2018 –      | A 2018-as országgyűlési választás eredménye: |
| Nagy Csaba   | A 2022-es országgyűlési választás eredménye: | Fidesz-KDNP | 2018 –      |                                              |

## Demográfiai profilja
| Iskolai végzettség                | Iskolai végzettség               | Iskolai végzettség | Iskolai végzettség | Iskolai végzettség |
| --------------------------------- | -------------------------------- | ------------------ | ------------------ | ------------------ |
|                                   |                                  |                    |                    | fő                 |
| Általános iskolát nem végezte el  | Általános iskolát nem végezte el |                    | 2569               | 2569               |
| Általános iskola                  | Általános iskola                 |                    | 20273              | 20273              |
| Szakmunkás                        | Szakmunkás                       |                    | 21664              | 21664              |
| Érettségi                         | Érettségi                        |                    | 20371              | 20371              |
| Diploma                           | Diploma                          |                    | 8136               | 8136               |
| A 2022. évi népszámlálás szerint. |                                  |                    |                    |                    |

A Baranya vármegyei 4. sz. választókerület lakónépessége 2022. október 1-jén 89 013 fő volt. A 2011-es és a 2022-es népszámlálás között 7172 fővel csökkent a választókerület lakosság száma. A választókerületben a korösszetétel alapján a legtöbben a középkorúak élnek 32 356 fővel, míg a legkevesebben a gyermekek 16 000 fővel. A választókerület lakosságának a 80,2%-nál van internet elérési lehetőség.
A legmagasabb befejezett iskolai végzettség szerint a szakmunkás végzettséggel rendelkezők élnek a legtöbben 21 664 fő, utánuk a következő nagy csoport az érettségizettek 20 371 fővel.
Gazdasági aktivitás szerint a lakosság közel fele foglalkoztatott 39 760 fő, második legjelentősebb csoport az inaktív keresők, akik főleg nyugdíjasok 24 251 fővel.
A választókerület legjelentősebb nemzetiségi csoportja a cigány 5137 fő, illetve a német 1987 fő. Magyar állampolgársággal nem rendelkező külföldi állampolgárok aránya 1,7%.
Vallási összetétel szerint a választókerületben lakók legnagyobb vallása a római katolikus (28 456 fő), valamint jelentős közösség még a reformátusok (5876 fő). A vallási közösséghez nem tartozók száma szintén jelentős (9354 fő), a választókerületben a második legnagyobb csoport a római katolikus vallás után.

## Országgyűlési választások
| Párt                             | Párt                   | Jelölt                 | Szavazatok | %     | ± %   |
| -------------------------------- | ---------------------- | ---------------------- | ---------- | ----- | ----- |
|                                  | Fidesz-KDNP            | Nagy Csaba             | 24 479     | 48,93 | 4,87  |
|                                  | MSZP-Párbeszéd         | Dr. Vass Péter         | 13 605     | 27,19 | 0,13  |
|                                  | Jobbik                 | Andrics Aliz           | 7914       | 15,82 | 4,63  |
|                                  | LMP                    | Angyal Károly Tibor    | 1667       | 3,33  | 0,09  |
|                                  | MKKP                   | Iván Petra             | 535        | 1,07  | Új    |
|                                  | Momentum               | Gergely Attila         | 383        | 0,77  | Új    |
|                                  | Munkáspárt             | Orbán Kálmán Péter     | 339        | 0,68  | Új    |
|                                  | Együtt                 | Rajnai Attila          | 144        | 0,29  | 27,03 |
|                                  | Egyéb pártok           |                        | 963        | 2,02  | 1,55  |
| Megjelent                        | Megjelent              | Megjelent              | 50 839     | 65,09 | 8,78  |
| Választópolgárok száma           | Választópolgárok száma | Választópolgárok száma | 78 103     | 100   | 2,76  |
| A Fidesz-KDNP tartja a körzetet. |                        |                        |            |       |       |

| Párt                                | Párt                   | Jelölt                 | Szavazatok | %     |
| ----------------------------------- | ---------------------- | ---------------------- | ---------- | ----- |
|                                     | Fidesz-KDNP            | Tiffán Zsolt           | 19 563     | 44,06 |
|                                     | Összefogás             | Nagy Attila            | 12 131     | 27,32 |
|                                     | Jobbik                 | Vida Dezső             | 9081       | 20,45 |
|                                     | LMP                    | Angyal Károly          | 1439       | 3,24  |
|                                     | Szociáldemokraták      | Balogh Zoltán          | 117        | 0,26  |
|                                     | Egyéb pártok           |                        | 2070       | 4,65  |
| Megjelent                           | Megjelent              | Megjelent              | 45 195     | 56,31 |
| Választópolgárok száma              | Választópolgárok száma | Választópolgárok száma | 80 264     | 100   |
| A Fidesz-KDNP nyeri meg a körzetet. |                        |                        |            |       |